# Thalassoma newtoni
Thalassoma newtoni là một loài cá biển thuộc chi Thalassoma trong họ Cá bàng chài. Loài này được mô tả lần đầu tiên vào năm 1891.

## Từ nguyên
Từ định danh của loài cá này, newtoni, được đặt theo tên của Đại tá Aguilar O'Kelly Azeredo Newton, nhà thám hiểm và nhà tự nhiên học người Bồ Đào Nha, người đã thu thập mẫu vật của loài này.

## Phạm vi phân bố và môi trường sống
T. newtoni có phạm vi phân bố ở Đông Đại Tây Dương. Loài cá này chỉ được ghi nhận tại Sao Tome và Principe, và phạm vi của chúng có thể từ Ghana trải dài theo bờ biển Tây Phi về phía nam đến Angola.
T. newtoni sống gần các rạn san hô viền bờ ở độ sâu đến 40 m.

## Phân loại và mô tả
T. newtoni trước đây được xem là một danh pháp đồng nghĩa của Thalassoma pavo do cá cái giai đoạn đầu của hai loài này khá giống nhau: cơ thể màu nâu tanin với một dải sọc đen rộng nổi bật dọc hai bên lườn (cũng có một sọc đen dọc lưng). Tuy nhiên, cá đực của hai loài cũng có sự khác biệt về mặt hình thái: cả hai tuy có màu xanh lục lam sẫm nhưng T. newtoni không có hai dải sọc đỏ và xanh lam ở sau đầu như T. pavo. Một vệt vàng ở sau đầu thường thấy ở T. newtoni đực, và với các vệt xanh lam ở trên má.
Nhiều bằng chứng cũng cho thấy, có sự khác biệt đáng kể về kiểu gen giữa hai quần thể ở Tây Phi và Sao Tome và Principe nên T. newtoni chính thức được công nhận là một loài hợp lệ. Bên cạnh đó, người ta cũng nhận thấy, T. newtoni có quan hệ họ hàng gần hơn với Thalassoma ascensionis và Thalassoma sanctaehelenae, những loài đặc hữu của các đảo ở Trung Đại Tây Dương, hơn là với T. pavo.

### Trích dẫn
- G. Bernardi (2004). "Evolution of coral reef fish Thalassoma spp. (Labridae). 1. Molecular phylogeny and biogeography" (PDF). Marine Biology. Quyển 144. tr. 369–375.
- D. Costagliola (2004). "Evolution of coral reef fish Thalassoma spp. (Labridae). 2. Evolution of the eastern Atlantic species" (PDF). Marine Biology. Quyển 144. tr. 377–383.